# Celestus bivittatus
Celestus bivittatus е вид влечуго от семейство Слепоци (Anguidae). Видът е застрашен от изчезване.

## Разпространение и местообитание
Разпространен е в Гватемала, Никарагуа, Салвадор и Хондурас.
Обитава гористи местности, планини, възвишения и пасища в райони със субтропичен климат.

## Описание
Популацията на вида е намаляваща.